# Patrick Hella
Patrick Hella, né le 26 mars 1944 à Termonde, est un cinéaste et directeur de casting belge.
De 1965 à 1972 il a fait partie du « cinéma belge underground » avec Roland Lethem et David McNeil pour lesquels il sera occasionnellement assistant ou comédien. Il réalise alors quelques courts-métrages.
Pour le Festival du film expérimental de Knokke, Hella réalise le court métrage La Tête froide qui sera sélectionné en 1970 à la Quinzaine des réalisateurs à Cannes et distribué aux USA par Jonas Mekas.
Il réalisera encore deux films en 1993[Lequel ?] et Les Anges du Népal en 1995.
Patrick Hella s'orientera ensuite vers la profession de directeur de casting.